# Cephalops flaviventris
Cephalops flaviventris är en tvåvingeart som beskrevs av De Meyer 1992. Cephalops flaviventris ingår i släktet Cephalops och familjen ögonflugor. Inga underarter finns listade i Catalogue of Life.